# حبيب الروح (فلم)
حبيب الروح فيلم سينمائي مصري، من إنتاج عام 1951، وبطولة أنور وجدي وليلى مراد ويوسف وهبي، وإخراج وإنتاج أنور وجدي.
تدور احداث الفيلم حول ليلى المرأة الشابة المتزوجة حديثا من وحيد الذي الشاب ابن البلد الذي يعطي جل وقته لعمله الذي يعشقه جدا وهو ميكانيكا السيارات لدرجة انه يشغله عنها كما أنه كشخص يعتبر غير اجتماعي وهمجي احيانا بينما ليلى المراة الرقيقة تعاني من هذا الزوج وتصرفاته وأيضا من عدم وجود أرضية مشتركه من الاهتمامات فيما بينهم في تعشق الفن وتعتبره حلم من أحلامها ان تكون مطربة مشهورة لما تملكه من صوت عذب وقدات غنائية عالية، إلا أن زوجها المحافظ طبعا يريدها في البيت فقط سيدة له ولا تكون غير هذا ولكن تشاء الصدف أن يذهب الزوجان إلى إحدى الحفلات لإحدى صديقات ليلى المقربات وهي تعتبر من الاثرياء وهناك تلتقي بيوسف فهمي الفنان الكبير وعندما يسمع صوتها زامكاناتها الغنائية يحاول التعرف إليها ويبدأ بالتقرب من زوجها الذي تحرضه ليلي ان يتعرف بدوره عليه ويبدأ شيطان الفنان بالعمل حيث يوعز يوسف ل ليلى أن تعمل كمطربة لأن الهبة ة السماوية التي اتتها بهذه الموهبة والصوت العذب لابد ان تصقل وتقدم لكل البشرية محكا هوا في قلبها وتتطلق ليلى وتصبح بفض ارشادات يوسف فهمي واحدة من أهم فنانات البلد لكمن الحب الذي كان عند وحيد يجعله يعود لليلى التي بدورها كانت لاتزال تحبه وتشعر بألم الفراق، وهنا يتدخل يوسف فهمي لإنقاذ انجازه العظيم الفنانة لليلى من ان تعود إلى أن تكون مجرد ست بيت وتدور مناقشة حامية بين الاثنين لإقناع ليلى بالتخلي وعن الفن أو الاستمرار فيه فيعبر يوسف فهمي ان الفنان يجب أن يكون راهبا له ولجمهوره بينما يصر وحيد على أن السعادة والهناء في الحب المتبادل والحياة الهادئة وفي النهاية تقرر ليلى العودة لحياتها السابقة تاركة وراء ظهرها يوسف فهمي والمجد والشهرة.

## فريق العمل
- أنور وجدي: وحيد
- ليلى مراد: ليلى
- يوسف وهبي: يوسف فهمي
- صلاح منصور
- وداد حمدي
- ميمي شكيب
- محمد السبع
- فردوس محمد

## روابط خارجية
- مقالات تستعمل روابط فنية بلا صلة مع ويكي بيانات